# 1,2-雙(2-氯乙基硫基)乙烷
1,2-双(2-氯乙基硫基)乙烷（又称倍半芥子气，军事符号Q）是一种糜烂性化学武器，属于芥子气。纯倍半芥子气的糜烂效力比普通芥子气强5倍，尽管它是固体。它在军事上通常与普通芥子气和/或光气一同使用。它在《禁止化学武器公约》中列为一类物质。